# Franck Beckmann
Pour les articles homonymes, voir Beckmann.
Franck Beckmann (également crédité comme Franck Beckman, Frank Beckmann, Franck Bekmann et Frank Bekmann) est un acteur français.

## Filmographie

### Télévision
- 2021 : Révolution Documentaire de Hugues Nancy : Georges Jacques Danton
- 2020 : Le crime lui va si bien, épisode Esprit es-tu là de Stéphane Kappes : Capitaine Gensac
- 2019 : Les Secrets du château de Claire de La Rochefoucauld : employé 1
- 2018 : Né sous silence de Thierry Binisti : Paul
- 2017 : La Loi de Valérie, de Thierry Binisti : Jérôme
- 2017 : À la dérive de Philippe Venault : Lopes
- 2013 : Code Lyoko Évolution (série télévisée) : Professeur Tyron
- 2012 : Ainsi soient-ils (série télévisée) : Père Marionnet (comme Franck Beckman)
- 2012 : L'Innocent de Pierre Boutron : Commandant Gendarmerie 2
- 2012 : Un village français, épisode Le train : Sous-officier SS Ulrich
- 2011 : Le Sang de la vigne, épisode Le dernier coup de Jarnac : Le gendarme (comme Frank Bekmann)
- 2011 : Accident de parcours de Patrick Volson : Chef d'atelier
- 2011 : Bouquet final de Josée Dayan : Le flic en planque
- 2011 : Section de recherches, épisode Rescapé : Daniel Bertin
- 2010 : Au bas de l'échelle d'Arnaud Mercadier : Forain
- 2010 : Quand vient la peur... d'Élisabeth Rappeneau : Le garde chasse
- 2010 : Marion Mazzano, épisode Le contrat : Surveillant Écrou
- 2010 : La Collection pique sa crise, épisode À l'arraché : Le banquier
- 2010 : Famille d'accueil, épisode La tête dans les étoiles : Le lieutenant de police
- 2009 : Camping Paradis, épisode L'oncle d'Amérique : Martigues
- 2008 : Cellule Identité, épisode Alexandra : L'inconnu roux
- 2008 : La Vie à une de Frédéric Auburtin : Le patron du restaurant
- 2007 : L'Hôpital, épisode État de choc : Chef pompier
- 2006 : Léa Parker, épisode Effet de serre : Le lieutenant
- 2006 : Le Tuteur, épisode Mission accomplie : Capitaine des pompiers
- 2006 : Monsieur Léon de Pierre Boutron : L'ordonnance de Ziegler (comme Franck Beckman)
- 2006 : Julie Lescaut, épisode Dangereuses rencontres : Berteau
- 2005 : Trois jours en juin de Philippe Venault : Alamichel
- 2005 : SOS 18, épisode Beau-papa : René garagiste
- 2004 : Le Silence de la mer de Pierre Boutron : L'ordonnance
- 2004 : L'homme qui venait d'ailleurs de François Luciani : Le maresquier
- 1992 : Imogène, épisode Imogène inaugure les chrysanthèmes : Le Gendarme
- 1992 : Cavale (téléfilm) de Serge Meynard : Dupin

### Cinéma
- 2003 : Monsieur Bourrel de Pascal Lahmani (court métrage) : Officier des pompes funèbres
- 2007 : Revenante d’Hubert Attal (court métrage) : Homme #1
- 2007 : Zone libre de Christophe Malavoy : L'officier allemand
- 2008 : Thank You Satan de Flavia Coste (court métrage) : L'homme de Lucile
- 2009 : La Loi de Murphy  de Christophe Campos : Ferrailleur (comme Frank Beckmann)
- 2009 : OSS 117 : Rio ne répond plus de Michel Hazanavicius : Allemand 2
- 2010 : Tandis qu'en bas des hommes en armes de Samuel Rondière  (court métrage) : Homme de Vilard
- 2010 : Elle s'appelait Sarah de Gilles Paquet-Brenner : Officier allemand train
- 2011 : L'Envol de l'émeraude de Frans Boyer  (court métrage) : Le général Fantoche
- 2011 : La Croisière de Pascale Pouzadoux : Pierrick Lebouillonec
- 2011 : La Permission de minuit de Delphine Gleize : Homme réception 1
- 2012 : Ici-bas de Jean-Pierre Denis : Sous-lieutenant allemand hôpital
- 2013 : Je m'appelle Hmmm...  d’Agnès Troublé : Michel
- 2014 : Fast Life de Thomas N'Gijol
- 2016 : Un homme à la mer de Géraldine Doignon : Marin
- 2016 : Irréprochable de Sébastien Marnier : l'infirmier
- 2016 : Un jour mon prince de Flavia Coste : l'invité du JT
- 2017 : Aurore de Blandine Lenoir : Marc
- 2017 : Les Fantômes d'Ismaël d'Arnaud Desplechin
- 2017 : Le Collier rouge de Jean Becker
- 2021 : La légende des seigneurs assassins de Thierry Mauvignier
- 2023 : La Charge du Texel (court-métrage) : Le général Pichegru

### Clip musical
- 2022 : Allez là de Hoshi (chanteuse)

## Participations
- 2021 : La légende de Thierry Mauvignier[1], réalisé par Dylan Besseau, documentaire Prime Video[2]